# Vlag van de Noord-Atlantische Verdragsorganisatie
De vlag van de Noord-Atlantische Verdragsorganisatie (NAVO) bestaat uit een marineblauw veld met in het midden een witte kompasroos met aan het eind van elke punt een lijn in de richting waar de betreffende punt heen wijst.
De kleuren van de vlag hebben een culturele, politieke en regionale betekenis. De marineblauwe veld symboliseert de Atlantische Oceaan, terwijl de cirkel rond de kompasroos staat voor de eenheid van de lidstaten van de NAVO. De witte kompasroos in het midden symboliseert de gemeenschappelijke koers van alle leden naar wereldvrede; deze is één keer veranderd. De vier lijnen geven de kardinale punten Noord, Zuid, West en Oost aan.
De vlag werd aangenomen op 14 oktober 1953, vier jaar na de oprichting van de NAVO.

## Geschiedenis
De Noord-Atlantische Verdragsorganisatie werd opgericht op 4 april 1949 nadat 12 landen het Noord-Atlantisch Verdrag hadden ondertekend om de vermeende dreiging van de Sovjet-Unie tegen te gaan. Er gingen drie jaar voorbij voordat de NAVO begon met het zoeken naar een embleem dat gebruikt zou worden als onderdeel van de NAVO-vlag en dat zou worden aangenomen door de Noord-Atlantische Raad. Deze taak werd uitgevoerd door de pas opgerichte Information Policy Group.
De Raad besloot dat het ontwerp "eenvoudig en opvallend" moest zijn, in overeenstemming met het "vreedzame doel" van het verdrag; verschillende voorstellen werden verworpen. Het NAVO-embleem, een blauw-witte passer op een donkerblauwe achtergrond, werd uiteindelijk aangenomen op 14 oktober 1953. De beslissing werd aangekondigd door Hastings Lionel Ismay - de eerste Secretaris-generaal van de NAVO - precies twee weken later, op 28 oktober. Hij beschreef de vlag als "eenvoudig en onoffensief." De vlag werd echter niet door iedereen goed ontvangen en leverde kritiek op van het Amerikaanse Congreslid John Travers Wood, die de vlag een "vreemd en buitenlands vod" noemde. Hij maakte deze opmerking in het licht van een vermeend incident op het hoofdkwartier van de Supreme Allied Commander Atlantic in Norfolk (Virginia), waar de vlag van de Verenigde Staten zou zijn vervangen door de NAVO-vlag.
De vlag werd voor het eerst gehesen bij de opening van de Atlantische Expositie in Parijs op 9 november 1953, maar er is weinig bekend over de gelegenheid, omdat de toespraak die tijdens het evenement werd gehouden niet meer kon worden teruggevonden.